# 범수구리
범수구리(Squatina nebulosa)는 전자리상어속에 속하는 상어의 일종이다. 동해 남동부 지역부터 타이완까지 북위 47°와 22°사이의 태평양 북서부 지역에서 발견된다. 몸 길이는 최대 1.63m이다. 난태생이다.